# My Immortal
«My Immortal» (literalment, el meu immortal) és una cançó de la banda de rock estatunidenca Evanescence, composta per Ben Moody, Amy Lee i David Hodges, i produïda per Dave Fortman i Moody. Inicialment, la van gravar per al seu primer LP, Evanescence (1998), però no la van incloure en l'edició final. Després, la van tornar a gravar per al seu primer àlbum demo, Origin (2000). Després de signar un contracte discogràfic amb Wind-up Records, el grup la va incloure en el seu primer àlbum d'estudi, Fallen i en el seu tercer EP, Mystary, tots dos de 2003. Al desembre d'aquell any, la companyia discogràfica la va publicar com el tercer senzill de Fallen. No obstant això, un enregistrament modificat, conegut com a «band version» (versió de la banda) va ser enviat a les ràdios en lloc de la del disc, a petició dels membres del grup.
«My Immortal» és una power ballad rock gòtic/pop que tracta sobre una persona turmentada pel fantasma d'un ser estimat. Segons Amy Lee, la vocalista de la banda, la lletra està basada en un conte que Ben Moody va escriure en l'adolescència i no està relacionada amb cap experiència personal.}} La cançó va tenir una bona recepció per part dels crítics musicals, què van apreciar la seva estructura i la veu de Lee. A més, va rebre una nominació al premi Grammy a la millor interpretació pop vocal per un duo o grup de 2005 i va ser guardonada en els BMI Pop Awards del mateix any. El senzill va encapçalar les llistes del Canadà i Grècia i es va situar entre les deu primeres posicions de les llistes de països com Austràlia, els Estats Units, Itàlia i el Regne Unit, en els quals va obtenir certificacions per les seves altes vendes.
El vídeo musical de «My Immortal», dirigit per David Mould, va ser gravat a la plaça de Sant Felip Neri, del Barri Gòtic de Barcelona, dues setmanes abans que Moody abandonés la banda. Lee i Moody apareixen per separat entre ells, així com de la resta del grup; la primera interpreta a un fantasma que deambula per la ciutat, el segon és mostrat caminant pels carrers i els últims apareixen tocant la cançó durant el pont. Segons la vocalista, el concepte del videoclip és la separació i el va relacionar amb la posterior sortida de Moody del grup. Aquest va rebre una nominació a millor vídeo de rock en els MTV Vídeo Music Awards 2004 i es va convertir en el més vist de la banda en YouTube i Vevo. Per a la seva promoció, Evanescence va interpretar «My Immortal» en el programa Late Show with David Letterman i en els Billboard Music Awards de 2004. Així mateix, la van incloure com a bis de les seves tres gires, el Fallin Tour (2003), The Open Door Tour (2006–2007) i l'Evanescence Tour (2011–2012). D'altra banda, va ser utilitzada en la pel·lícula de 2003 Daredevil, així com en programes de televisió com Smallville i So You Think You Ca Dance. A més, ha estat versionada per artistes com Gregorian, Lindsey Stirling i Andrea Begley.

## Composició

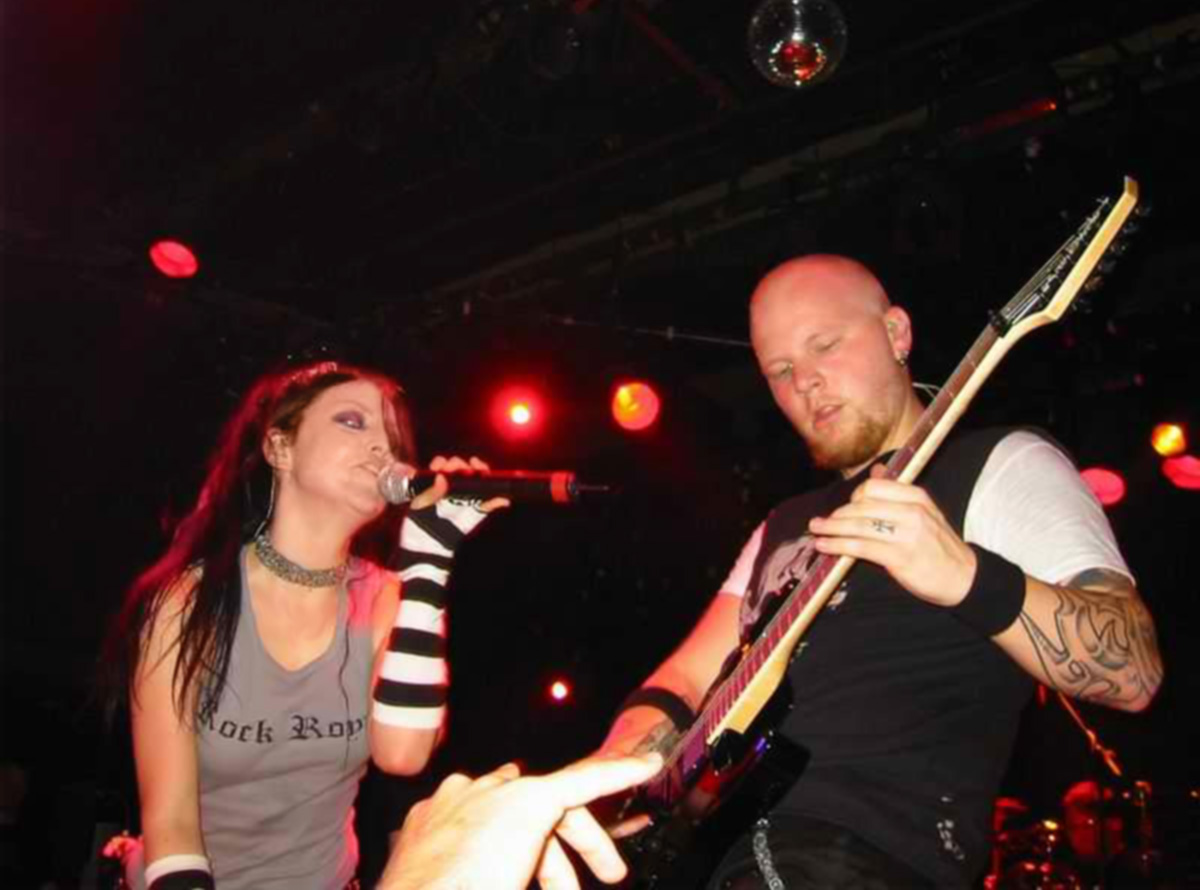
Amy Lee i Ben Moody, compositors de «My Immortal».

«My Immortal» és una power ballad en piano de gènere rock gòtic i pop. La lletra de la cançó va ser escrita originalment per Moody a partir d'una història de ficció i la música va ser escrita per Lee al piano quan tenien 15 anys, després de la qual cosa Lee va afegir el pont. Segons MTV, la lletra de la cançó fa referència a un esperit que persegueix el record d'un ésser estimat en dol. Lee va contribuir "una mica" a la lletra, però no connecta amb la cançó, ja que no té un significat personal per a ella.
La maqueta més antiga coneguda de la cançó va ser una gravació casolana de Lee i Moody que només incloïa la veu i el piano de Lee i una lletra lleugerament diferent. Estava pensada per ser inclosa al seu EP de 1998 Evanescence EP però es va excloure abans del llançament de l'EP. La cançó es va tornar a gravar per al seu àlbum de maquetes de 2000, Origin. Una versió de la cançó també apareix a l'EP del 2003, Mystary.
Segons una partitura publicada per Alfred Music Publishing al lloc web Musicnotes.com, està escrita en la tonalitat de la major i està interpretada en un tempo lent i lliure de 80 pulsacions per minut. L'extensió vocal de la vocalista s'estén des de la nota la3 fins a la do♯5. Blair Fischer de MTV News va comparar la cançó amb la música d'Enya. Per la seva banda, Adrien Begrand de PopMatters va arribar a la conclusió que Lee «fa la seva personificació de Sarah McLachlan y Tori Amos».

## Vídeo musical

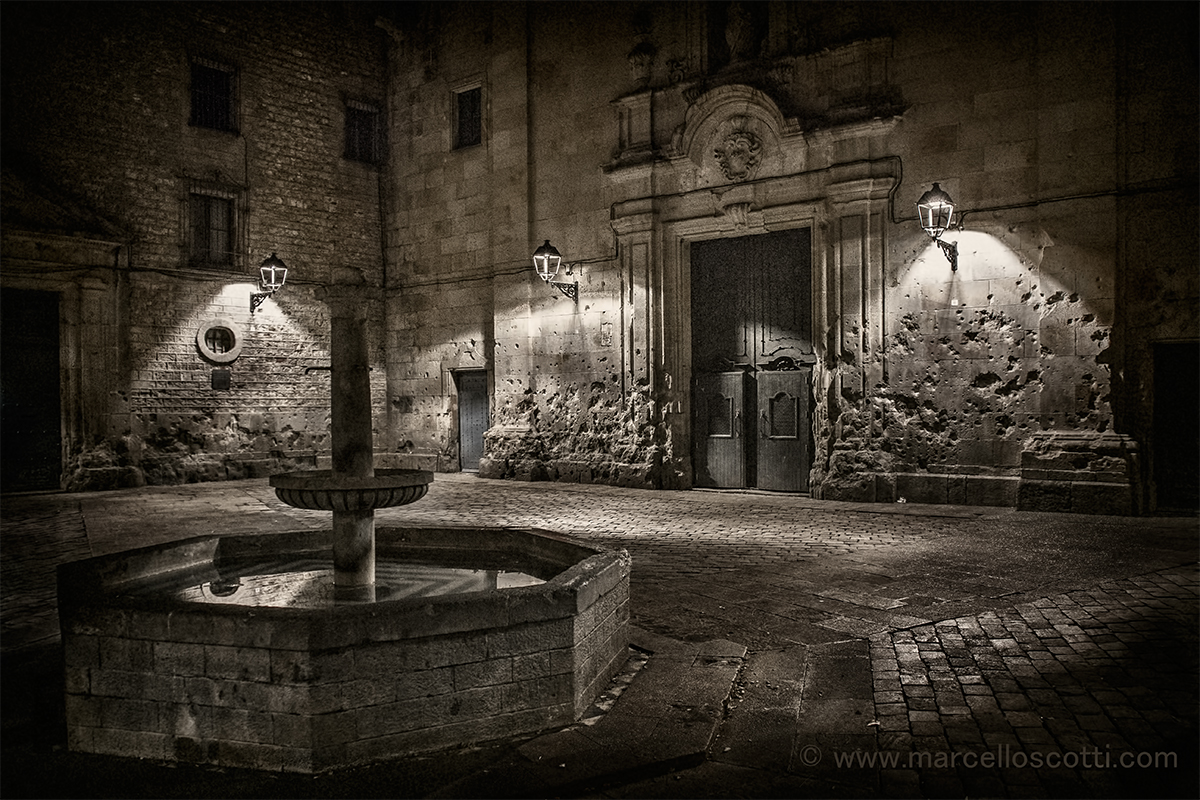
El vídeo musical de «My Immortal» va ser filmat en la Plaça de Sant Felip Neri, situada al Barri Gòtic de Barcelona.

El vídeo musical de «My Immortal», dirigit per David Mould, va ser filmat en blanc i negre el 10 d'octubre de 2003 en diferents punts del Barri Gòtic de Barcelona, en particular la Plaça de Sant Felip Neri. També podem observar escenes gravades en el Centre Artesà d'El Prat de Llobregat, abans de la seva demolició. Al videoclip es pot observar el pati que envoltava la construcció amb Lee a sobre d'un arbre i un automòbil, i la zona del café amb la resta de la banda tocant a l'interior.
En l'inici del videoclip, Lee apareix amb un vestit llarg, amb les mans i peus embenats, mentre camina al voltant d'una font, envoltada per un grup de nens. En les següents escenes, està asseguda en un arbre, sobre una bastida i recolzada en una teulada. També és mostrada estirada sobre una cabina telefònica i damunt d'un carro envoltat de fulles. No obstant això, mai arriba a tocar el terra, ja que el seu personatge és un fantasma. En altres escenes, Moody recorre la ciutat vestint un sac. Després, apareix descalç en una casa tocant el piano. Durant el pont de la cançó, la resta de la banda està tocant en una habitació contigua. Luis Cicerone del lloc web Xixerone el va situar en la posició sis de la seva llista dels deu millors vídeos musicals gravats a Espanya, i va comentar que: «Des del punt de vista del fotogràfic i estètic, el vídeo és molt reeixit i l'entorn en el qual va ser gravat encaixa a la perfecció amb la melancolia i sensació de desolació que la cançó vol transmetre». D'altra banda, va rebre una nominació a millor vídeo de rock en els MTV Vídeo Music Awards 2004, però va perdre davant «Are You Gonna Be My Girl» de Jet.

## Personal
Els crèdits estan adaptats de les notes de l'àlbum de Fallen.
- Amy Lee – veu, teclats
- Ben Moody – guitarra, producció
- David Hodges – teclats (versió de l'àlbum)
- Graeme Revell – arranjaments de corda (versió de l'àlbum)
- David Campbell – arranjaments de corda (band version)
- Dave Fortman – producció, mescla

## Llistes de cançons
- CD single (publicat el 8 de desembre de 2003)[60]

1. "My Immortal" (versió del grup) – 4:33
2. "My Immortal" (versió de l'àlbum) – 4:24

- CD maxi-single (publicat el 8 de desembre de 2003)[60][61]

1. "My Immortal" (versió del grup) – 4:33
2. "My Immortal" (versió de l'àlbum) – 4:24
3. "Haunted" (en viu de Sessions@AOL) – 3:08
4. "My Immortal" (en viu a Colònia) – 4:15

## Llistes d'èxits
| Llista (2003–2004)                     | Màxima posició |
| -------------------------------------- | -------------- |
| Alemanya (Llistes oficials alemanyes)  | 5              |
| Austràlia (ARIA)                       | 4              |
| Àustria (Ö3 Austria Top 40)            | 11             |
| Bèlgica (Ultratop 50 Flandes)          | 5              |
| Bèlgica (Ultratop 50 Valònia)          | 9              |
| Canadà (Billboard)                     | 1              |
| Canadà AC Top 30 (Radio & Records)     | 15             |
| Canadà CHR (Nielsen BDS)               | 3              |
| Canadà Hot AC Top 30 (Radio & Records) | 2              |
| Colòmbia (Notimex)                     | 3              |
| Dinamarca (Tracklisten)                | 7              |
| Escòcia (OCC)                          | 9              |
| Espanya (PROMUSICAE)                   | 4              |
| Europa (Eurochart Hot 100)             | 9              |
| Finlàndia (Suomen virallinen lista)    | 9              |
| França (SNEP)                          | 11             |
| Grècia (IFPI)                          | 1              |
| Hongria (Single Top 40)                | 6              |
| Irlanda (IRMA)                         | 20             |
| Itàlia (FIMI)                          | 3              |
| Païssos Baixos (Dutch Top 40)          | 5              |
| Païssos Baixos (Single Top 100)        | 7              |
| Nova Zelanda (Recorded Music NZ)       | 2              |
| Noruega (VG-lista)                     | 2              |
| Polònia (Polish Airplay Charts)        | 9              |
| Portugal (AFP)                         | 1              |
| República Txeca (IFPI)                 | 8              |
| Romania (Romanian Top 100)             | 83             |
| Suècia (Sverigetopplistan)             | 9              |
| Suïssa (Swiss Hitparade)               | 7              |
| UK Singles (OCC)                       | 7              |
| UK Rock & Metal (OCC)                  | 1              |
| US Billboard Hot 100                   | 7              |
| US Adult Contemporary (Billboard)      | 19             |
| US Adult Top 40 (Billboard)            | 1              |
| US Mainstream Top 40 (Billboard)       | 2              |

| Llista (2003)    | Posició |
| ---------------- | ------- |
| UK Singles (OCC) | 185     |

| Llista (2004)                     | Posició |
| --------------------------------- | ------- |
| Alemanya (Media Control GfK)      | 42      |
| Austràlia (ARIA)                  | 7       |
| Àustria (Ö3 Austria Top 40)       | 44      |
| Bèlgica (Ultratop 50 Flanders)    | 23      |
| Bèlgica (Ultratop 50 Wallonia)    | 42      |
| Brasil (Crowley)                  | 19      |
| Itàlia (FIMI)                     | 7       |
| Nova Zelanda (RIANZ)              | 36      |
| Països Baixos (Dutch Top 40)      | 26      |
| Països Baixos (Single Top 100)    | 38      |
| Suècia (Hitlistan)                | 65      |
| Suïssa (Schweizer Hitparade)      | 30      |
| US Billboard Hot 100              | 19      |
| US Adult Contemporary (Billboard) | 29      |
| US Adult Top 40 (Billboard)       | 6       |
| US Mainstream Top 40 (Billboard)  | 8       |

| Llista (2000–2009)          | Posició |
| --------------------------- | ------- |
| US Adult Top 40 (Billboard) | 48      |

## Versions d'altres artistes i ús en els mitjans

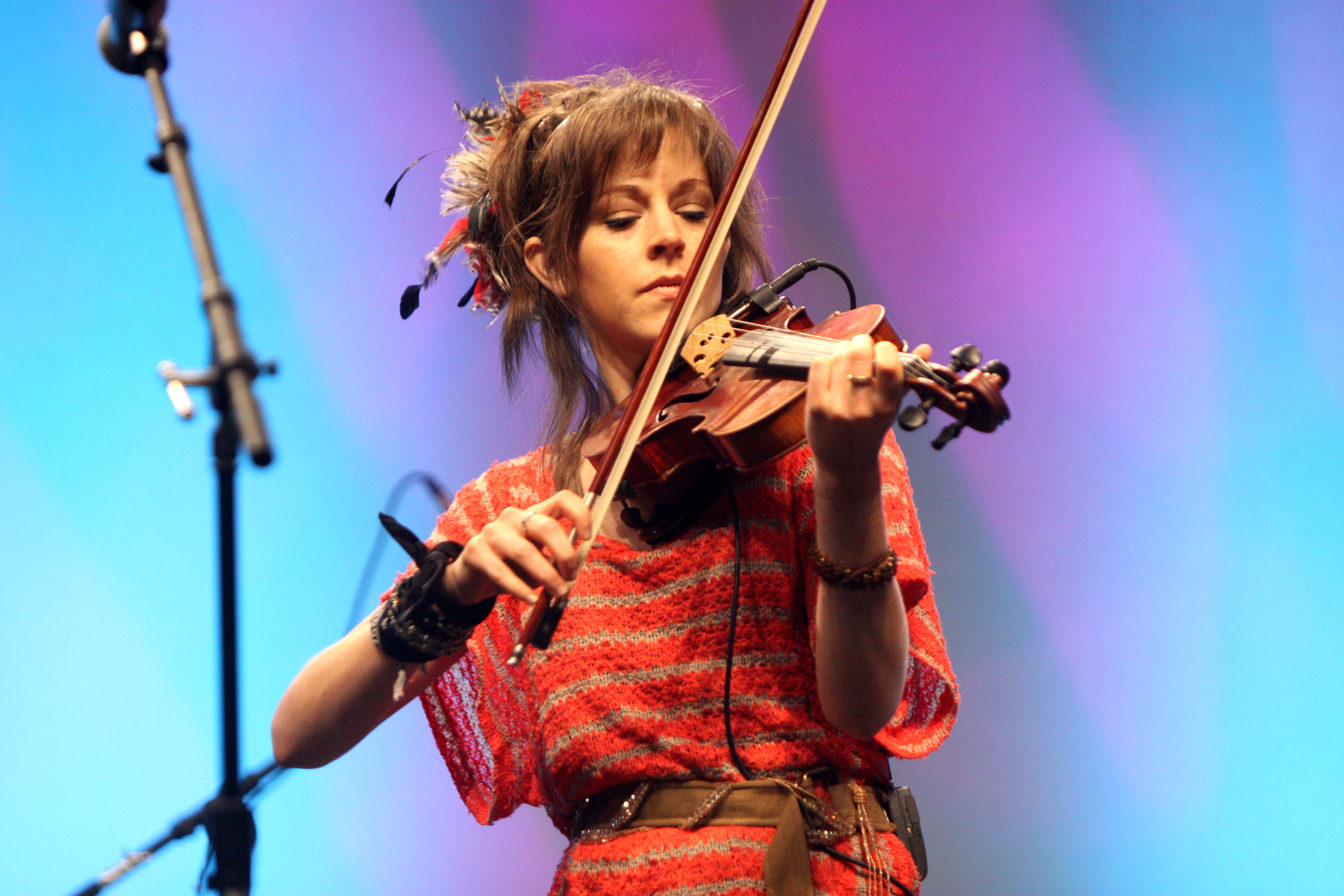
La violinista estatunidenca Lindsey Stirling va realitzar una versió instrumental de «My Immortal» per al seu primer àlbum d'estudi.

«Bring Em To Life» i «My Immortal» van aparèixer en la pel·lícula de 2003 Daredevil, així com en la seva banda sonora. Per part seva, aquesta última també va ser inclosa en els capítols «Memory» de la sèrie Smallville en 2004, «No Such Things as Vampires» del programa Moonlight en 2007 i «2339» de Hollyoaks el 2008. D'altra banda, va aparèixer en els anuncis de l'últim capítol de la sèrie estatunidenca Friends, que es va emetre al maig de 2004. «My Immortal» ha estat utilitzada en tres oportunitats en el concurs So You Think You Can Danse. El ballarí Hampton Williams la va utilitzar en la seva audició per a la novena temporada, transmesa el 24 de maig de 2012, en la qual va rebre una ovació dempeus per part dels jutges. Després, va ser utilitzada com a música de fons en l'episodi final d'aquella mateixa temporada, transmesa el 18 de setembre. Dos anys després, durant l'onzena temporada, va ser usada en una coreografia dirigida per Mandy Moore i realitzada per les set finalistes.
La banda alemanya Gregorian va incloure la seva versió de la cançó en el seu àlbum de 2004 The Dark Side. Lucy Walsh, participant del programa de MTV Rock the Cradle, va interpretar «My Immortal» durant el cinquè episodi, «Judge's Pick» (2008). El 2012, el cantant colombià Davis Bravo va llançar una versió en castellà amb arranjaments en salsa titulada amb la traducció literal, «Mi Eterno». En 2013, la violinista estatunidenca Lindsey Stirling va gravar una versió instrumental de «My Immortal» per a l'edició de target del seu primer àlbum d'estudi homònim. Al juliol d'aquest any, Stirling va pujar a YouTube el vídeo musical, dirigit per Klepticenter. Finalment, l'artista la va llançar com a senzill l'1 d'octubre de 2013 en la iTunes Store. Andrea Begley, guanyadora de la segona temporada del concurs The Voice UK, la va incloure en el seu àlbum d'estudi debut The Message, de 2013, que va aconseguir la posició 30 en l'UK Singles Chart. Així mateix, la cantant Jackie Evancho va gravar «My Immortal» per a l'edició japonesa del seu cinquè àlbum d'estudi Awakening, de 2014.